# رویرت اسخایتن
رویرت اسخایتن (هلندی: Roy Schuiten; ۱۶ دسامبر ۱۹۵۰ – ۱۹ سپتامبر ۲۰۰۶) دوچرخه‌سوار اهل هلند بود.